# H. C. Artmann

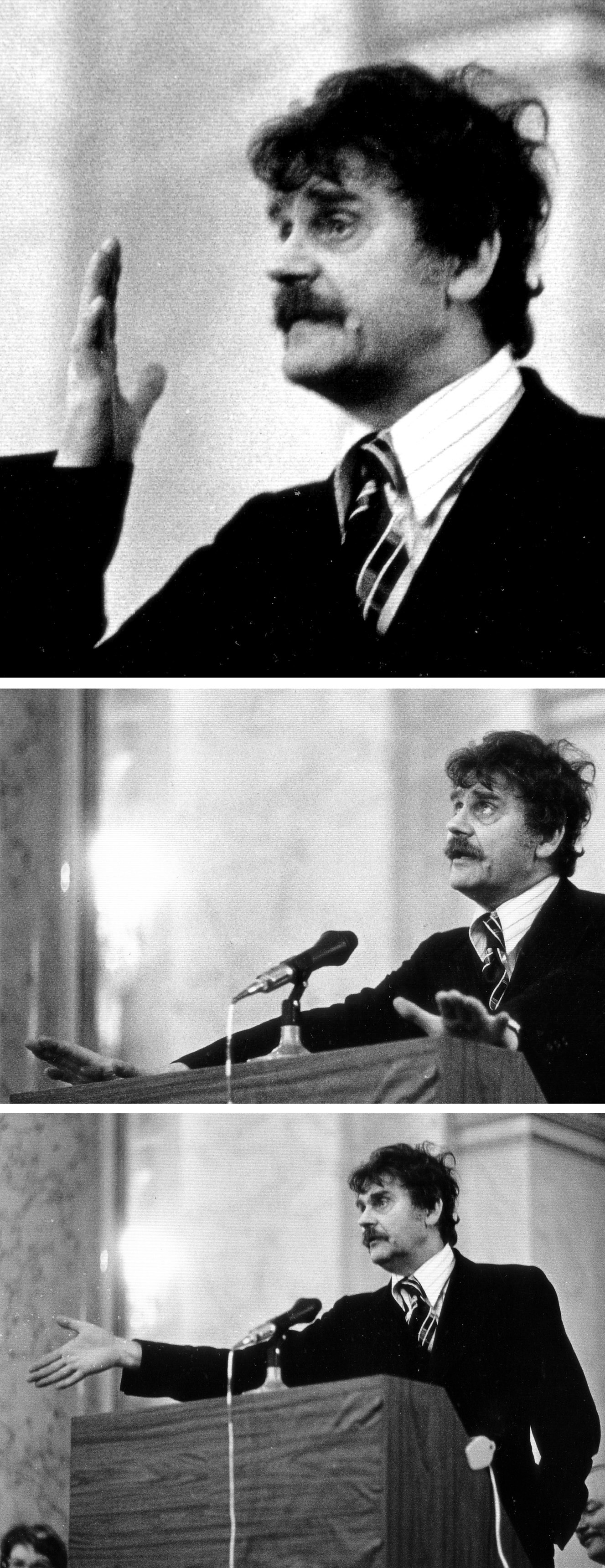
H. C. Artmann bei der Dankrede für den Staatspreis 1974, Wiener Hofburg

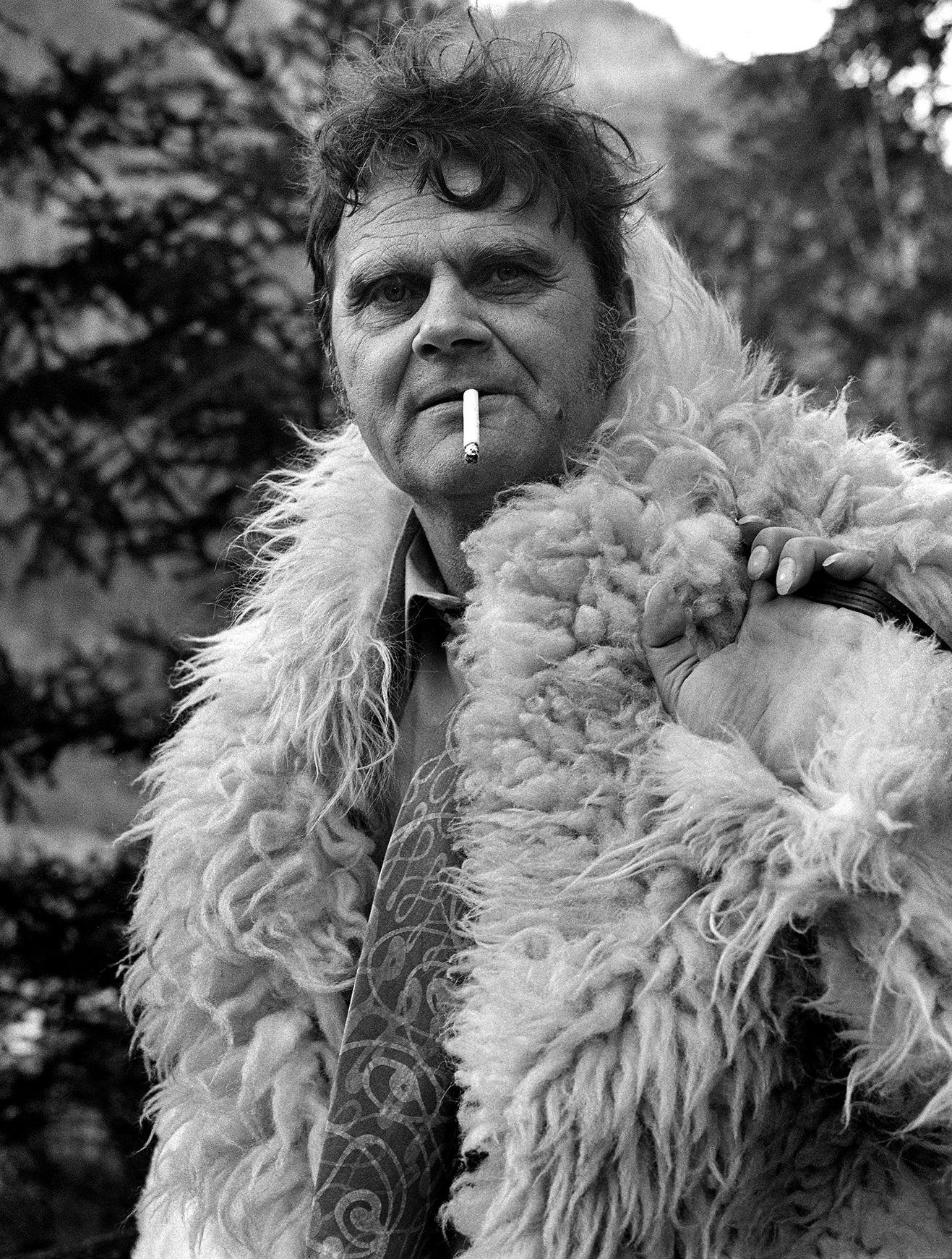
H. C. Artmann um 1980 im Vomper Loch

Hans Carl Artmann (* 12. Juni 1921 in Wien-Breitensee als Hans Karl Artmann; † 4. Dezember 2000 in Wien) war ein österreichischer Lyriker, Schriftsteller und Übersetzer.

## Leben
H. C. Artmann wurde am 12. Juni 1921 als erster Sohn des Schuhmachergehilfen und späteren Schuhmachers Johann Franz Artmann (* 8. Februar 1897 in Retz) und dessen Ehefrau Maria (geborene Schneider;* 4. September 1889 in Heufurth bei Pleißing; † 21. April 1982 in Wien-Breitensee) in Wien-Breitensee geboren und am 19. Juni 1921 auf den Namen Hans Karl getauft. Seine Eltern hatten am 15. Februar 1920 in Wien-Breitensee geheiratet. Er wuchs in Wien auf und besuchte dort die Volks- und Hauptschule. Am 16. Juni 1935 wurde er im ersten Wiener Gemeindebezirk gefirmt. Nach abgeschlossener Schulausbildung war er drei Jahre lang als Büropraktikant tätig, wodurch er schon frühzeitig mit Sprache konfrontiert wurde, und begann im Anschluss eine Schuhmacherlehre. Im Jahre 1940 wurde er zur Wehrmacht eingezogen, kämpfte im Zweiten Weltkrieg und wurde an der Ostfront mehrfach verwundet. Er desertierte zwei Mal. Nach dem ersten Versuch 1942 wurde er zu zwölf Jahren Zuchthaus verurteilt und in ein Strafbataillon der Wehrmacht überstellt. Bei Kämpfen im Elsass 1944 konnte er ein weiteres Mal fliehen und hielt sich bis Kriegsende in Wien versteckt. Im Jahre 1945 geriet er in amerikanische Kriegsgefangenschaft, wo er als Dolmetscher tätig war und seine ersten Texte schrieb. Ein jüngerer Bruder Artmanns, Erwin Karl (* 15. Oktober 1924; ⚔ 2. Oktober 1943), fiel kurz vor seinem 19. Geburtstag an der Ostfront.
Der Dichter war ab dem 18. Juli 1960 in erster Ehe mit einer Marianne Schmucker verheiratet, die er in Estavayer-le-Lac im Schweizer Kanton Freiburg geehelicht hatte. Am 21. Dezember 1963 heiratete er in zweiter Ehe in der Pfarrkirche St. Petri in der schwedischen Großstadt Malmö und war ab dem 23. März 1976 (standesamtlich in Salzburg) in dritter Ehe mit der Schriftstellerin Rosa Pock verheiratet. Das Ehepaar hatte eine Tochter, die heute als Filmeditorin, Filmemacherin und Lyrikerin tätige Emily Artmann (* 13. Juli 1975). Artmann hatte am 28. Juli 1975 die Vaterschaft zu dem Kind Emily Griseldis Elayne Pock anerkannt. Bereits Jahrzehnte davor hatte er aus einer früheren Beziehung ein uneheliches Kind, Erwin Adamek (* 18. Dezember 1947), zu dem er die Vaterschaft mit 19. Februar 1948 offiziell anerkannt hatte. Bis 1995 lebte H. C. Artmann mit seiner Familie in Salzburg, bevor er wieder nach Wien zog. Dort starb er am 4. Dezember 2000 im Alter von 79 Jahren an Herzversagen und wurde im Urnenfriedhof der Feuerhalle Simmering (Abt. 1, Ring 1, Gruppe 2, Nummer 3) bestattet. Sein Grab zählt zu den ehrenhalber gewidmeten beziehungsweise ehrenhalber in Obhut genommenen Grabstellen der Stadt Wien.

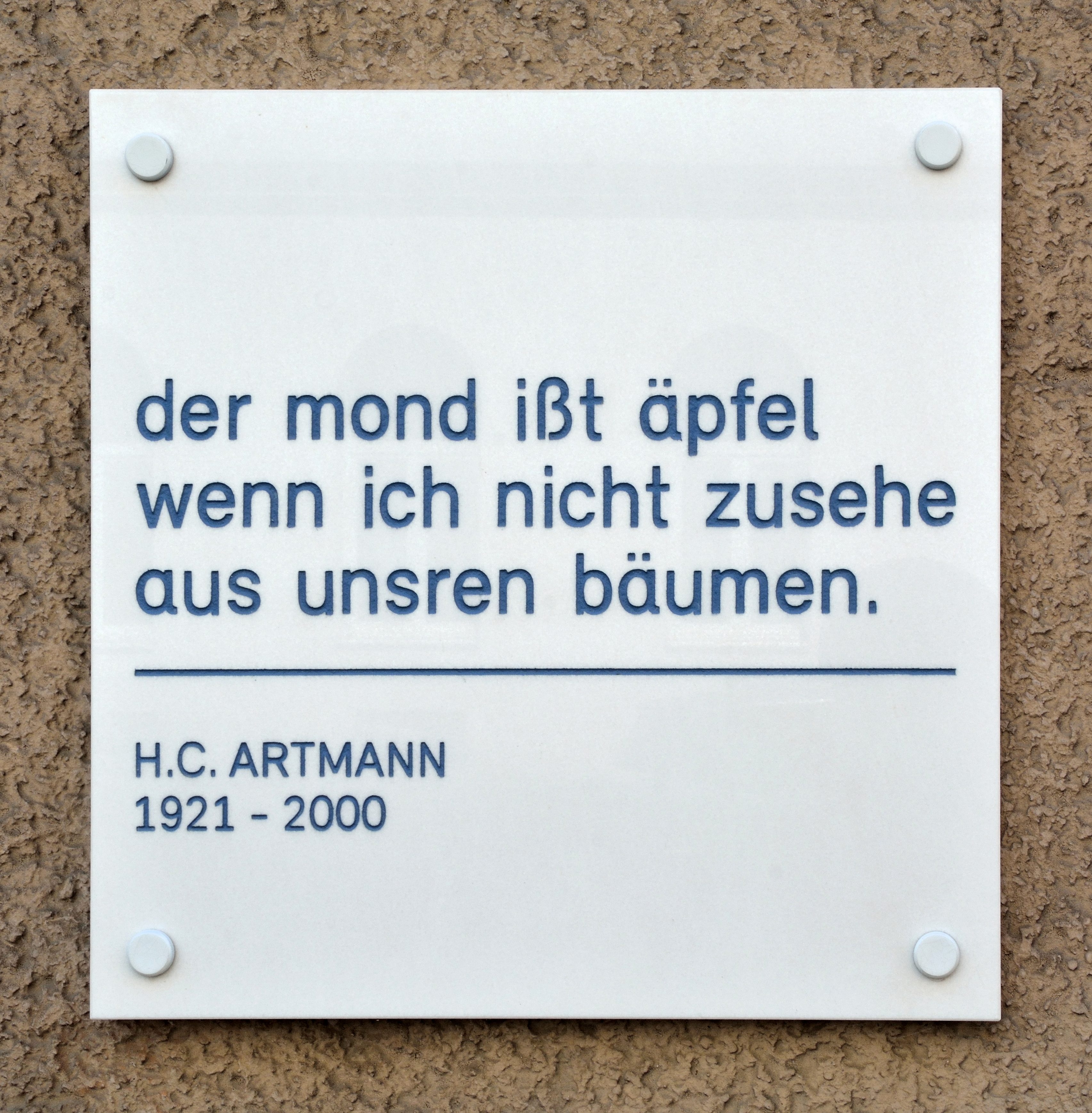
Gedenktafel zu Ehren von H. C. Artmann am Haus, in dem er aufgewachsen war, in der Kienmayergasse 43 in Wien-Penzing

## Werk
Artmann lebte nach 1945 wieder in Wien und veröffentlichte ab 1947 erste literarische Texte im Hörfunk und in der Zeitschrift Neue Wege. Für die Wochenendausgabe der Tageszeitung Neuer Kurier verfasste er Prosastücke, die später in Buchform erschienen. 1951 war er Mitglied des „Art Clubs“. Ab 1952 arbeitete er mit Gerhard Rühm, Konrad Bayer, Friedrich Achleitner und Oswald Wiener zusammen in der Wiener Gruppe, von der er sich aber 1958 distanzierte. Bei dieser Zusammenarbeit erschienen Dramen und Lautgedichte, die sich dadurch kennzeichnen, dass sie jeglichen Grammatik- und Sinnanspruch aufgeben. In dasselbe Jahr 1958 fällt sein größter Publikumserfolg – der Gedichtband med ana schwoazzn dintn, mit dem er dem Genre des Dialektgedichts zum Durchbruch verhalf, das er allerdings als ein Experiment unter vielen ansah. Tatsächlich ist die Verwendung des Wienerischen nicht typisch für sein gesamtes Werk. Artmanns Romane, seine Lyrik und seine Erzählungen sind geprägt von einem spielerischen Surrealismus und einem vom Dadaismus beeinflussten Spiel mit der Sprache.
Als Theoretiker trat Artmann 1953 mit seiner „Acht-Punkte-Proklamation des poetischen Actes“ hervor, die formulierte, „dass man Dichter sein kann, ohne auch irgendjemals ein Wort geschrieben oder gesprochen zu haben“.
Artmann befasste sich mit kulturellen und politischen Missständen, in seinem 1955 veröffentlichten Manifest sprach er sich zum Beispiel gegen die Wiedereinführung des Bundesheers aus.
Ab 1954 unternahm Artmann ausgedehnte Reisen durch Europa, lebte 1961 bis 1965 in Schweden, danach bis 1969 in Berlin und ab 1972 in Salzburg. Während seiner Reisen lernte er 1958 die österreichischen Autoren Elias Canetti und Erich Fried kennen. Er förderte junge Schriftsteller und übte im Rahmen der „Schule für Dichtung in Wien“ eine Lehrtätigkeit aus. 1973 gründete er „Anti P.E.N.“. Er war Präsident und Gründungsmitglied der Grazer Autorenversammlung, aus der er 1978 wieder austrat. Er erhielt zahlreiche Preise und Ehrungen, unter anderem den Großen Österreichischen Staatspreis (1974), die Ehrendoktorwürde der Universität Salzburg (1991) und den Georg-Büchner-Preis (1997).
Seine Werke sind nur scheinbar von volkstümlichem Charakter. In seinen Werken lassen sich Traditionen der europäischen Poesie vom Barock bis ins 20. Jahrhundert erkennen. Er befreite den Dialekt von der nationalistischen Vereinnahmung, indem er österreichische Mundart-Experimente veröffentlichte. Damit zeigte er, wie besinnlich Volkssprache sein kann, auch wenn er sich von dieser in späteren Jahren wieder entfernte und auf subtilere Sprachspiele zurückgriff. Trotzdem nahmen sich viele Autoren seines Stils an, besonders im deutschsprachigen Raum fungierte er als Vorbild. In seine Dialektlyrik integrierte Artmann schwarzen Humor. Sein Werk umfasst Lyrik wie Drama und barocke Schwänke. Er beschäftigte sich mit spanischer Literatur und Balladen des Mittelalters.
Artmann arbeitete auch als Übersetzer, unter anderem aus dem Englischen für unterschiedliche Schriftsteller wie H. P. Lovecraft oder Cyril Tourneur. In seinem Werk lassen sich darüber hinaus Übersetzungen aus dem Niederländischen, Dänischen, Französischen, Spanischen und Schwedischen finden. Er legte eine sehr freie Übertragung der Gedichte François Villons ins Wienerische vor, die von Helmut Qualtinger auf Schallplatte aufgenommen wurde. 1999 erschien Da Legionäa Asterix, die Übersetzung von Asterix als Legionär ins Wienerische.
Artmann war Mitglied der Akademie der Künste Berlin, des Österreichischen Kunstsenats und langjähriger Förderer der Grazer Autorenversammlung. Er schrieb Drehbücher zu TV-Filmen und war Ehrendoktor an der Universität Salzburg.
Sein Nachlass wurde nach seinem Tod von der Witwe Rosa Artmann-Pock an die Wiener Stadt- und Landesbibliothek übergeben.

## Kollegen über Artmann
„Ist die Sonne der Poesie untergegangen, dann gehen ihre Monde auf: Gestirne, deren Widerschein sich einer unsichtbaren Lichtquelle verdankt; H. C. Artmanns Poesie ist eine solche indirekte Poesie geborgten Lichts, eine Poesie nach ihrem Untergang. […] Artmanns Poesie ist keineswegs spät oder gar zu spät gekommen; im Gegenteil ist sie eines der zahlreichen zeitgemässen Zeugnisse einer in der Moderne stark wirksamen, ja seit ihren Anfängen epochemachenden Erfahrung: Was einst als poetisch gelten konnte, ob nun unter dem Gesichtspunkt vorbestimmter Vokabularien, poetischer Techniken oder Verfahren, poesiegeeigneter Motive oder Gegenstände, besass für die Dichtung des zwanzigsten Jahrhunderts nicht mehr ohne weiteres Gültigkeit.“

„das werk h.c.s ist die gesammelte rettung der poesie, die weite der sprache reicht hin in alle moeglichen welten der phantasie. sie schafft sich diese welten und erzaehlt ihre vielfalt – die sogenannte wirklichkeit auf ihre aufblitzenden moeglichkeiten hin uebersteigend. was freiheit des schreibens, des erfindens, des verzauberns ist, fand ich in seinem werk – dem freundlichsten anarchismus, den man sich vorstellen kann.“

„er hat wasserblaue augen immer noch, kann schoen fabulieren, sitzt vor seiner lesung in der hotelhalle, schluerft kamillentee, wird von ehrfuerchtigen juengern umringt, faehrt moped (meist ueberland), will den knochenschmerz nicht wahrnehmen. ist der juengste von uns allen geblieben, die wir damals in den fernen fuenfzigerjahren begonnen hatten, die neue poesie fuer uns und die welt wiederzuentdecken. ohne ende seine stolze feuerkunst moege verzaubern.“

„Er war mir Anschauung, Beweis, dass die Existenz des Dichters möglich ist.“

## Auszeichnungen und Ehrungen
- 1974: Großer Österreichischer Staatspreis für Literatur
- 1977: Literaturpreis der Stadt Wien
- 1981: Ehrenring der Stadt Salzburg
- 1981: Rauriser Bürgerpreis für Literatur
- 1981, 1989 und 1991: Literaturpreis der Landeshauptstadt Salzburg
- 1983: Literaturpreis der Salzburger Wirtschaft
- 1984: Goldenes Ehrenzeichen des Landes Salzburg
- 1984: Österreichisches Ehrenkreuz für Wissenschaft und Kunst
- 1986: Manuskripte-Preis für das Forum Stadtpark des Landes Steiermark
- 1986: Übersetzerprämie des Bundesministeriums für Unterricht und Kunst
- 1986: Mainzer Stadtschreiber
- 1987: Kunstpreis bildender Künstler aus Österreich und der BRD für einen hochgeschätzten und bewunderten Kollegen
- 1989: Franz-Nabl-Preis
- 1991: Ehrenbecher des Landes Salzburg
- 1991: Ehrendoktorwürde der Universität Salzburg
- 1991: Österreichisches Ehrenzeichen für Wissenschaft und Kunst
- 1992: Franz-Grillparzer-Preis der Stiftung F. V. S. Hamburg
- 1994: Friedestrompreis für Dialektdichtung des Kreises Neuss
- 1996: Großes Ehrenzeichen des Landes Kärnten
- 1996: Ehrenring der Stadt Wien
- 1997: Georg-Büchner-Preis
- 1997: Ehrenpreis des österreichischen Buchhandels für Toleranz in Denken und Handeln
- 1999: Literaturpreis des Landes Steiermark
- 2000: Großes Goldenes Ehrenzeichen für Verdienste um die Republik Österreich[15]

## Posthume Ehrungen

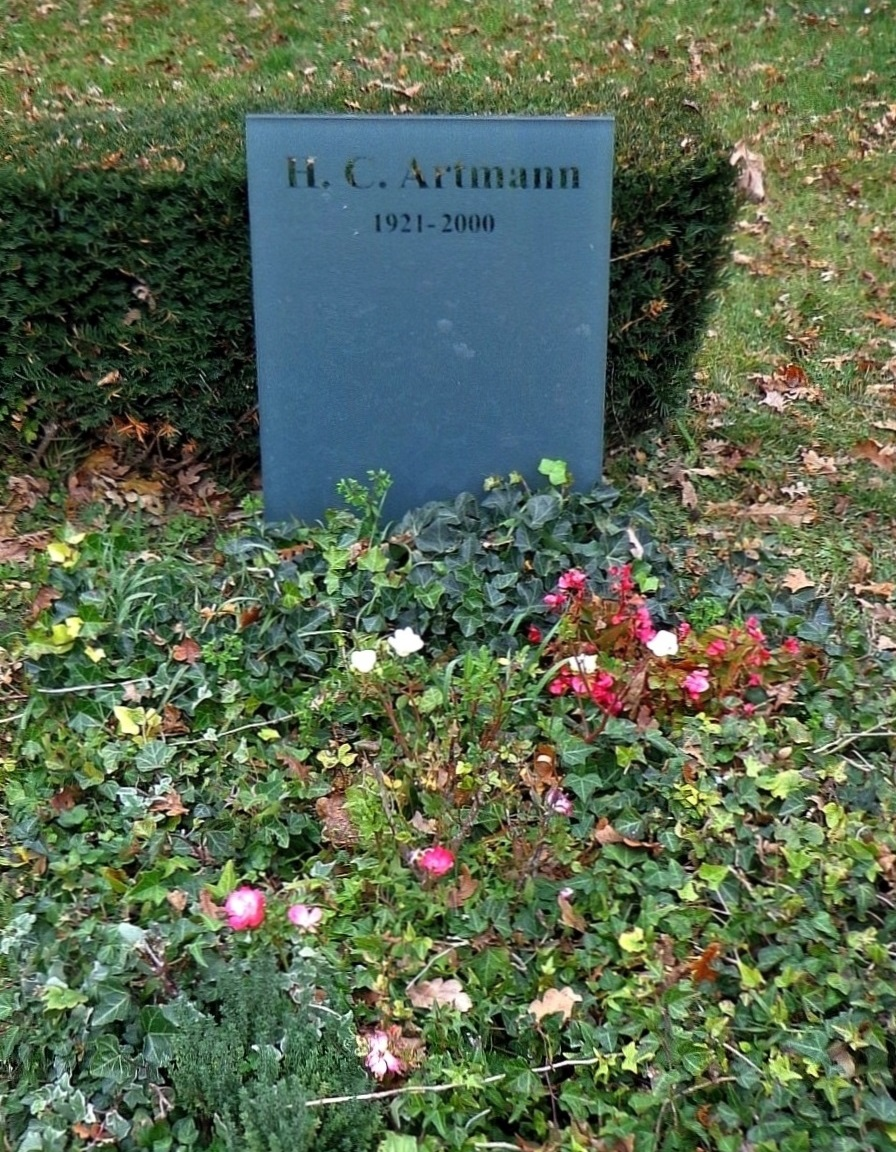
Ehrengrab im Urnenhain der Feuerhalle Simmering

Sein Ehrengrab befindet sich im Urnenhain der Feuerhalle Simmering (Abteilung 1, Ring 1, Gruppe 2, Nummer 3).
Die Stadt Wien kaufte Artmanns literarischen Nachlass und stiftete 2004 ihm zu Ehren den H. C. Artmann-Preis. Seit 2008 vergibt die Stadt Salzburg gemeinsam mit dem Literaturhaus Salzburg – gelegen am H.C. Artmann-Platz und ausgestattet mit dem h.c. café – das H. C. Artmann-Stipendium. Am 10. Juni 2016 wurde am Haus der Kienmayergasse 43 in Breitensee eine Gedenktafel zu Ehren von H. C. Artmann enthüllt.

## Werke (Auswahl)
- 1954: Der Knabe mit dem Brokat. Kammeroper. Musik: Gerhard Lampersberg
- 1958: med ana schwoazzn dintn. gedichta r aus bradnsee
- 1959: hosn rosn baa. (Mit Friedrich Achleitner und Gerhard Rühm)
- 1959: Von denen Husaren und anderen Seil-Tänzern.
- 1961: die liebe fee pocahontas oder kasper als schildwache.
- 1964: das suchen nach dem gestrigen tag oder schnee auf einem heißen brotwecken.
- 1966: verbarium.
- 1966: Дракула Дракула – Ein transsylvanisches Abenteuer – . (Mit Uwe Bremer), Rainer Verlag Berlin, Magica Verlag Meilen bei Zürich
- 1967: Dracula – Übersetzung von Bram Stokers Roman Dracula. (Unter dem Pseudonym „Stasi Kull“), Carl Hanser Verlag, München 1967, „Biblioteca Dracula“
- 1967: Grünverschlossene Botschaft.
- 1968: Frankenstein in Sussex, Fleiß und Industrie.
- 1968: Baladn. (Nach François Villon), Insel-Bücherei 883
- 1969: Mein Erbteil von Vater und Mutter.
- 1969: Die Anfangsbuchstaben der Flagge.
- 1969: ein lilienweißer brief aus lincolnshire. gedichte aus 21 jahren.
- 1970: The Best of H. C. Artmann.
- 1970: Grammatik der Rosen. Gesammelte Prosa.
- 1971: How much, Schatzi?
- 1971 (Hrsg.) Detective Magazin der 13 Darin: 13 paraphrasen zu 13 weltdedektiven als Vorwort zu 13 abenteuern von 13 weltdedektiven und Tom Parker der weltdedektiv. Erzählung. Residenz, Salzburg, ISBN 978-3-7017-0002-8, (Detektivgeschichten mehrerer Autoren).
- 1972: Der aeronautische Sindtbart oder Seltsame Luftreise von Niedercalifornien nach Crain.
- 1972: Das im Walde verlorene Totem.
- 1974: Unter der Bedeckung eines Hutes.
- 1975: Aus meiner Botanisiertrommel.
- 1978: Nachrichten aus Nord und Süd.
- 1979: Die Wanderer.
- 1982: Die Sonne war ein grünes Ei.
- 1983: Im Schatten der Burenwurst. Skizzen aus Wien.
- 1984: Nachtwindsucher – Einundsechzig österreichische Haiku.
- 1991: Hans-Christoph Stenzel's POEtarium.
- 1991: erotika. Zeichnungen und Texte zu Casanova. Disegni e testi su Casanova. (Mit Markus Vallazza)
- 1993: Der Schlüssel zum Paradies: Religiöse Dichtung der Kelten.
- 1993: Das poetische Werk.
- 1995: Lyrik als Aufgabe. Arbeiten mit meinen Studenten. Herausgegeben von H. C. Artmann. Passagen Verlag, Wien
- 2001: Ich bin Abenteurer und nicht Dichter: Aus Gesprächen mit Kurt Hofmann.
- 2003: Sämtliche Gedichte.
- 2005: Derr Herr Norrrdwind. Kinderoper. Musik: HK Gruber. UA 2005
- 2021: Übrig blieb ein moosgrüner Apfel. Mit einem Nachwort von Clemens J. Setz und Illustrationen von Christian Thanhäuser, Berlin 2021 (Insel-Bücherei 1493)
- 2021. der wackelatlas. Ein Gespräch mit Emily Artmann und Katharina Copony, Klagenfurt

## Audioproduktionen
- Allerleirausch. Märchen und Gedichte von H. C. Artmann, gelesen von Jutta Schwarz
- Aus meiner Botanisiertrommel. H. C. Artmann und die Gruppe Bärengässlin (auch als Buch, Salzburg 1975, Residenz Verlag)
- Dracula Dracula. Hörspiel, vorgetragen von H. C. Artmann
- Hirn mit Ei – Jazz + Lyrik. H. C. Artmann, Wolfgang Bauer, Hans Koller, Fritz Pauer
- Kein Pfeffer für Czermak. gelesen vom H. C. Artmann
- Med Ana Schwoazzn Dintn. gelesen von Friedrich Polakovics, Otto Müller Verlag Salzburg, 1960
- Helmut Qualtinger singt Lieder nach Texten von H.C. Artmann. (Aus med ana schwoazzn dintn; Musik: Ernst Kölz). EP 7", Favorit (FEP 524), 1963
- Villon übersetzt von Artmann gesprochen von Qualtinger mit Jazz von Fatty George.
- Will Elfes Song – Der General. Nach Texten von Gisela Pfeifer und H. C. Artmann.
- Tom Parker und der falsche Lord. Kriminalhörspiel, Bearbeitung und Regie: Martin Heindel, Produktion: WDR 2007, mit u. a. Alexander Hauff, Rolf Boysen, Jennifer Minetti, Traugott Buhre und Janina Sachau
- aus da dintn. Texte (nicht nur) aus med ana schwoazzn dintn von H. C. Artmann interpretiert von Paul Skrepek (Schlagwerk, Komposition) und W. V. Wizlsperger (Stimme), LP, non food factory 2020
- Beikircher singt H.C. Artmann. 25 Lieder nach den Gedichten von „Med ana schwoazzn dintn“, gesungen von Konrad Beikircher, Conträr 012 - Conträr Musik 2000